# Rod rong rian
Rod rong rian (รถโรงเรียน), conosciuto anche come School Bus, è un programma televisivo thailandese in onda dal 2007 al 2014 su Thai TV5, brevemente nel 2015 su One31 per traslocare definitivamente lo stesso anno su GMM 25.
Ogni puntata si svolge in una differente scuola, dove i conduttori, principalmente attori che cambiano ciclicamente, affrontano sfide e giochi davanti agli studenti del posto. Ha avuto negli anni diverse edizioni, ognuna con un nome diverso: "School Bus", "LLPD", "First Class", "Griian+Dii", "High School Reunion" e attualmente "School Rangers".

## Conduttori

### Attuali
- Nachat Juntapun "Nicky" (dal 2012)
- Leo Saussay (dal 17 gennaio 2015)
- Chatchawit Techarukpong "Victor" (dal 14 gennaio 2018)
- Jumpol Adulkittiporn "Off" (dal 14 gennaio 2018)
- Atthaphan Phunsawat "Gun" (dal 14 gennaio 2018)
- Tawan Vihokratana "Tay" (dal 14 gennaio 2018)
- Thitipoom Techaapaikhun "New" (dal 14 gennaio 2018)
- Harit Cheewagaroon "Sing" (dal 14 gennaio 2018)
- Weerayut Chansook "Arm" (dal 14 gennaio 2018)
- Tanutchai Wijitwongthong "Mond" (dal 14 gennaio 2018)
- Korapat Kirdpan "Nanon" (dal 14 gennaio 2018)
- Wachirawit Ruangwiwat "Chimon" (dal 14 gennaio 2018)

### Precedenti
- Jetrin Wattanasin "J" (2007)
- Witawat Singlampong "Ball" (dal 2007 al 2010)
- Smith Ahrayasakul "Oak" (dal 2007 al 2012)
- Piphat Apiraktanakorn "Top"
- Atsadawut Luengsuntorn (dal 2008 al 2010)
- Methavee Pichatechaiyoot "Now"
- Winyu Wongsurawat "John" (dal 2010 al 2015)
- Premmanat Suwannanon "Prem" (dal 2010 al 2015)
- Acharanat Ariyaritwikol "Nott" (dal 31 gennaio 2015 al 6 novembre 2016)
- Pirapat Watthanasetsiri "Earth" (conduttore ospite, dal 6 al 13 maggio 2018)

## Trasmissioni
| Rete     | Giorno   | Orario        | Periodo                                         |
| -------- | -------- | ------------- | ----------------------------------------------- |
| Thai TV5 | domenica | 13.00 - 14.00 | 2007 - 2009                                     |
| Thai TV5 | domenica | 12.50 - 13.50 | 2009                                            |
| Thai TV5 | domenica | 12.55 - 13.55 | 2009 - gennaio 2011, maggio 2011 - gennaio 2012 |
| Thai TV5 | domenica | 14.50 - 15.40 | gennaio - maggio 2011, 8 gennaio 2012           |
| Thai TV5 | domenica | 16.05 - 17.00 | 29 gennaio 2012 - 6 gennaio 2013                |
| Thai TV5 | domenica | 14.05 - 14.55 | 13 gennaio 2013 - 21 dicembre 2014              |
| One31    | sabato   | 9.30 - 10.30  | 3 gennaio 2015 - 27 giugno 2015                 |
| One31    | sabato   | 10.30 - 11.30 | 4 luglio 2015 - 26 settembre 2015               |
| GMM 25   | domenica | 12.00 - 13.00 | 4 ottobre 2015 - in corso                       |

## Edizioni
Finora sono andate in onda sei edizioni del programma, ognuna con un proprio titolo.

### Rod rong rian - School Bus
Rod rong rian - School Bus porta gli attori/conduttori a ricordare il passato da alunni girando per le varie scuole della loro infanzia. Questa edizione originale del programma è andata in onda su Thai TV5 dal 2007 al gennaio 2012.

### Rod rong rian - LLPD
Rod rong rian - LLPD è essenzialmente "School Bus" ma leggermente rimodernata. È andata in onda su Thai TV5 nel 2012 in due blocchi, dal 5 febbraio all'8 aprile 2012 e dal 17 giugno al 30 settembre.

### Rod rong rian - First Class/LLPD First Class
Rod rong rian - First Class introduce per la prima volta le competizioni tra gli attori in gare individuali; in gioco c'è il buon nome della scuola. È andata in onda su Thai TV5 in due blocchi, dal 15 aprile al 12 giugno 2012 e dal 7 ottobre 2012 al 23 febbraio 2014, col titolo LLPD First Class.

### Rod rong rian - Griian+Dii
Rod rong rian - Griian+Dii è essenzialmente "First Class" ma con ritmi di gioco differenti. È andata in onda su Thai TV5 dal 2 marzo 2014 al 10 gennaio 2015.

### Rod rong rian - High School Reunion
Rod rong rian - High School Reunion è la prima edizione a prendere come conduttori attori più giovani, rinfrescando di conseguenza il format. È andata in onda in due blocchi, dal 17 gennaio al 26 settembre 2015 su One31 e dal 4 ottobre 2015 al 7 gennaio 2018 su GMM 25.

### Rod rong rian - School Rangers
Rod rong rian - School Rangers rivede il format come un vero e proprio tour, e permette anche agli stessi studenti di partecipare completamente alle sfide. È in onda su GMM 25 dal 14 gennaio 2018.